# Soul Train
A Soul Train egy amerikai televíziós műsor volt, mely 1971. október 2. és 2006. március 27. között létezett. A 35 éves történelem során a műsorban R&B, Soul, Dance, Pop, Hip-Hop, Gospel, Funk, Jazz művészek léptek fel, volt, akiknek ez a műsor hozott országos, és később világméretű ismeretséget. A műsort Don Cornelius hozta létre, aki 1971 és 1993 között volt műsorvezető házigazdája a műsornak.
A műsort a 2005-2006-os szezont követően felfüggesztették, és egy The Best of Soul Train című műsor került adásba a Soul Train megszűnését követő két év múlva. Az amerikai televíziós történelemben ez volt a leghosszabban futó országos program, több mint 1100 epizóddal.

## Története

### Chicagoi indulás
A Soul Train eredete 1965-re vezethető vissza, amikor a Chicagoban működő WCIU-TV két fiataloknak szóló műsort indított el. A Kiddie-a-Go-Go és a Red Hot and Blues címűt. Ezek a műsorok, különösen az utóbbi elsősorban az afroamerikai közönségnek szólt. Don Cornelius 1967-ben újságíróként, és sportszakértőként dolgozott a csatornánál, majd ő is szintén elindította saját tehetségkutató műsorát, mely bemutatta a Chicagoi tehetséges fiatalok által kreált produkciókat. 1970-ben a WCIU-TV vezetősége Corneliusban lehetőséget látott, hogy ez egy televíziós műsor keretében valósuljon meg országosan. Így indult el a Soul Train műsor.
A műsor azután indult el, hogy a Sears, a Roebuck & Co., elkezdték szponzorálni a műsort, így a WCIU-TV-n 1970. augusztus 17-én élő show keretében elindult a műsor hétköznap délutánként. A műsor első epizódjában Jerry Butler, Chi-Lites és az Emotions lépett fel. Cornelius munkáját Clinton Ghent helyi táncos segítette, aki a korai epizódokban volt látható, majd később mint háttérmunkás segítette a műsort.

### A műsor terjeszkedése
A műsor sikere felkeltette a Johnson Product Company hajápolási termékek gyártóját is, így ők is finanszírozták a műsort. Cornelius és a Soul Train Chicagón kívül is terjeszkedni kezdett, így Atlantában, Birminghamben, Clevelandben, Detroitban, Houstonban, Los Angelesben, Philadelphiában és San Franciscóban is vásároltak stúdiókat. Az első évad végén a programot átvitték Los Angelesbe. A műsor a 80-as években a Charlie Chaplin Stúdióban került rögzítésre ami az akkori A&M Records kiadó tulajdonában volt. Két másik hasonló szintű zenei műsor, a Hee Haw, mely a country zenének, míg a másik The Lawrence Welk Show a hagyományos zenének szentelte műsorát. Mindkettő 1971-ben jött létre és sokáig volt műsoron.
Cornelius a műsor sikere után az országos megjelenésre koncentrált, az eredeti Soul Train mint helyi program megmaradt Chicagoban, de továbbra is felügyelte a műsort, ahol Clinton Ghent 1976-is felügyelte az epizódokat, majd később a WBBM-TV vette meg a sugárzást. A műsor 1977-ben került át a WGN-TV-hez, és itt is maradt a műsor hátralévő részében.

### További évek
Don Cornelius 1993-ban, a 22. évad után fejezte be a műsor házigazdájának szerepét, azonban a műsor hátterében maradt A következő évben a Soul Train különböző vendégekkel hetente jelentkezett, így Mystro Clark 1997-ben két éven át vezette a műsort, majd 2000-ben Shemar Moore színész lett a műsor házigazdája. 2003-ban Moore-t Dorian Gregory színész váltotta, aki a műsor megszűnéséig vezette a showt.
A műsort a 2005-2006-os szezon után felfüggesztették, majd 2006 és 2007 között az eredeti 1973 és 1988 közötti műsorokat kezdték el újra sugározni The Best of Soul Train néven. Ennek fő oka az volt, hogy jelentősen csökkent a nézettség a Nielsen minősítések alapján, így a szombat délután adásba kerülő ismétléseket éjszaka kezdték el sugározni. A Soul Train jövője bizonytalan volt a Tribune Entertainment 2007. decemberi bejelentése alapján. Cornelius hamarosan megállapodott a Trifecta Entertainment & Mediaval.

### Lehetséges feltámadás
Amikor a műsor tulajdonosa még a Don Cornelius Productions volt, igyekeztek a műsort, és egyes részeit egyes online videomegosztó helyektől távol tartani, úgy mint a YouTube, a szerzői jogos megsértése miatt. Corneliusnak szintén nem tetszett az egyes epizódok jogosulatlan terjesztése VHS vagy DVD lemezeken.
2008 májusában Cornelius eladta a Soul Train jogait a MadVision Entertainmentnek. A megállapodás nem került nyilvánosságra. A 2008 és 2009 televíziós szezon kezdetén azonban az erőfeszítések ellenére nem sikerült feltámasztani a műsort, így a műsor weboldalán is bejelentették a műsor megszűnését 2008. szeptember 22.-én.
A MadVision miután megvásárolta a Soul Train jogait, 2009 áprilisában elindította a YouTube-on a Soul Train csatornáját. Három hónappal később a MadVision licencszerződést kötött a Time Life-val, a Soul Train DVD-k forgalmazására, majd megegyezett a Viacommal, hogy a BET televíziós csatornán 2009 novemberében újraindítsák a Soul Train Music Awards díjkiosztót, mely egy lépés lehet a műsor újraélesztéséhez. A Centric a sorozat régi műsorait sugározta, majd 2011. szeptember 26-án az atlantai Bounce Tv hálózatán is műsorra tűzte azokat.
A MadVision is túladott a műsor jogain, és az Earvin "Magic" Johnson kosárlabda játékos által vezetett konzorciumhoz került, melyet 2011-ben az InterMedia Partners magántőke cég támogatott. A Johnson's Aspire Tv csatorna is szintén elkezdte a sorozatok ismétlését. Cornelius továbbra is a háttérben maradt egészen haláláig, majd 2013-ban a Soul Train Cruise műsor került adásba mely bemutatja a Soul Train történetét.

### A műsor hatása
Néhány műsorvezető Soul Trainnek hívta az 1952 és 1989 között futó szintén zenei műsort az American Bandstandot, mely szintén hasonlóan hosszú sugárzású volt, mint a Soul Train. Ezt Cornelius is elismerte, hogy összehasonlították a két műsort. A két műsor összehasonlítása akkor történt meg, amikor a Soul Train is hasonlóan több mint három évtizedig volt műsoron.
1973-ban Dick Clark a Bandstand producere Soul Unlimited címen indított egy műsort, hogy versenyezzen a Soul Train show-műsorral. Cornelius Jesse Jacksonnal együtt azzal vádolta Clarkot, hogy aláásott az ő műsora alá, azonban később az ABC televíziós társaság lemondta annak sugárzását. Később Clark közösen Cornelius-szal együttműködve számos R&B és Soul művészt mutatott be műsorában.
Cornelius zenei ízlése viszonylag konzervatív volt, így nem rajongott a feltörekvő hiphop műfaj iránt, mert úgy vélte, hogy nem tükrözi pozitívan az afroamerikai kultúrát. Annak ellenére, hogy Cornelius a Soul Train sikeres művészeit a 80-as évek során mutatta be, nyilvánosan elismerte, hogy nem értett ehhez a műfajhoz, és az ahhoz tartozó később megjelent gangsta rap stílushoz sem. Rosie Perez a 2010-ben a VH1 csatornán bemutatott Soul Train: The Hippiest Trip in America dokumentumfilmjében szintén arról számolt be, hogy Cornelius szintén nem szerette a show műsorban lévő táncosok szexuálisan túlfűtött "East Coast" táncmozgásait.
Amir "Questlove" Thomphon a The Roots hiphopcsapat dobosa, és a Soul Train rajongója a 2013-ban megjelent könyvében ír a zenéről, táncról, és az akkori generációkról, mely jellemezte ezt a kórt. (ISBN 978-0-0622-8838-7)

## Programok

### Soul Train Line
A műsorban népszerű volt az ún. Soul Train Line vonal, amelyben minden táncos két vonalat alkot, és középen egy téren a táncosok egymást követő sorrendben táncoltak. Eredetileg egy férfi-női páros alkotta ezt, egyik oldalukon férfiak, másik oldalon nők. A későbbi években a férfiaknak és nőknek saját felállásuk volt a műsorban, ahol néha új táncstílust, és mozdulatot vetettek, vagy vezettek be. Ezen kívül voltak olyan csoportok, melyek egy adott zenére táncoltak. Rosie Perez, Damita Jo Freeman, Darnell Williams, Cheryl Song, Louie "Ski" Carr, Alfie Lewis, Pat Davis ("Madam Butterfly"), Alise Mekhail, N. Miles Andrea, Carmen Electra, Nick Cannon, MC Hammer, Jermaine Stewart , Heather Hunter, Fred "Rerun" Berry, Laurieann Gibson, a Pebbles és az NFL legenda, Walter Payton voltak azok akik az évek során táncoltak a műsorban, de feltűnt Jody Watley, és Jeffrey Daniel is a Shalamar együttes tagjaként, miután bemutatkoztak a Soul Train tehetségkutató műsorában.

### Vendégművészek
Minden egyes műsorban a vendégek előadásuk után egy rövid interjút adtak, melyhez a műsorvezető is csatlakozott a színpadon. Később stand up komédiák is műsorra kerültek, úgy mint Tom Dreesen és Franklyn Ajaye, aki a 70-es években a Car Wash című filmben szerepelt.

## Angol változat
1985-ben Cornelius engedélye alapján a show angol változata is elindult 620 Soul Train címmel, amely azonban csak egy sorozat erejéig volt képernyőn. A műsor házigazdája Jeffrey Daniel korábbi Soul Train táncos volt.

## Díjak
1987-ben a Soul Train elindította saját díjkiosztóját Soul Train Music Awards néven, mely az előző év legjobb R&B, Hip-Hop zenéinek díjkiosztó gálája volt.
1993-ban a Soul Train Comedy Awards díjkiosztó indult el, mely ugyanebben az évben meg is szűnt.
A műsor később két további díjkiosztót hozott létre, mint a Soul Train Lady of Soul-t, mely 1995-ben először jelentkezett, és a legjobb női előadók legjobb dalait ünnepelte, majd 1998-ban a Soul Train Christmas Starfest jelent meg, mely különböző R&B előadók, és gospel művészek által készített ünnepi dalok díjkiosztója volt. A Soul Train Lady of Soul Awards díjkiosztó alkategóriái a következők:
- R&B/Soul Album of the Year, Solo (Az év legjobb szóló R&B vagy Soul albuma)
- Best R&B/Soul Album of the Year, Group or Duo (Az év legjobb együttese R&B vagy Soul kategóriában)
- R&B/Soul Song of the Year (Az év legjobb R&B vagy Soul stílusú dala)
- Best R&B/Soul Single, Solo (Az év legjobb R&B vagy Soul kislemeze (szóló előadó))
- Best R&B/Soul Single, Group or Duo (Az év legjobb R&B vagy Soul kislemeze (együttesek))
- Best R&B/Soul or Rap New Artist (Az év legjobb új R&B, Soul vagy Rap kategóriában)
- Best Jazz Album (A legjobb jazz album)
- Best Gospel Album (A legjobb Gospel album)
- Best R&B/Soul or Rap Music Video (A legjobb R&B, Soul vagy Rap videóklip)

A Soul Train Lady of Soul Awards és a Soul Train Christmas Starfest díjkiosztók először 2005-ben jelentek meg, majd Cornelius 2008 áprilisában bejelentette, hogy az év Soul Train Music Awards díjkiosztót törölték a műsor jövője miatt. Cornelius azt is bejelentette, hogy a műsoron alapuló mozifilm is fejlesztés alatt áll, azonban a műsor későbbi tulajdonosai 2009-től újra elindították a Soul Train Music Awards díjkiosztó programját.

## A műsor főcímdalai
A műsorban az évek során az alábbi zenéket használták fel: 
- 1971–1973: "Soul Train (Hot Potato)", by King Curtis (Curtis Ousley) majd később a The Rimshots által mint "Soul Train, Parts 1 & 2". (Az eredeti 1962-es változat, mely a műsor megnevezése előtt "Hot Potatoes (Piping Hot)" néven futott.
- 1973–1975: "TSOP (The Sound of Philadelphia)", írta Gamble and Huff. A dalhoz tartozó vokált a The Three Degress-szel vették fel, mely az 1974-es évben sláger volt, és a show legjobb dala.
- 1975–1976: "Soul Train '75", a The Soul Train Gang által, mely később kislemezen is megjelent a Soul Train Records kiadónál.
- 1976–1978: "Soul Train '76 (Get On Board)", The Soul Train Gang által.
- 1978–1980: "Soul Train Theme '79", melynek producere a Hollywood Disco Jazz Band volt. A dalban a The Waters vokálozott.
- 1980–1983: "Up On Soul Train", melyet először a The Waters vett fel, majd később a The Whispers csapat is felvette saját változatát, mely 1980-as Imagination című albumukon is hallható.
- 1983–1987: "Soul Train's a Comin'" című dal O'Bryan által.[16]
- 1987–1989: "TSOP '87", az eredeti és a remake változat a TSOP (The Sound of Philadelphia) előadásában. Írta és producer George Duke.
- 1989–1993: "TSOP '89", remix változata a TSOP'87 előadásában.
- 1993–1999: "Soul Train '93" (Know You Like to Dance)", a Naughty by Nature előadásában. Szaxofonon közreműködik Everette Harp.
- 2000-2006: "TSOP 2000", című dalban közreműködött Samson, és dr. Freeze, aki a zenét szerezte. A dalban közreműködött Everette Harp szaxofonon. A Know You Like to Dance című dal egy részét még ebben a periódusban is felhasználták a show második részében, bár a korábbi epizódokban a TSOP 2000 egy részletét játszották.

## Lásd még
- A Soul Train zenei műsor epizódjai
- A Soul Train zenei műsor vendégei
- Soul Train Music Awards